# Adenocline
Adenocline är ett släkte av törelväxter. Adenocline ingår i familjen törelväxter.
Kladogram enligt Catalogue of Life:
| Adenocline | \| \| Adenocline acuta \| \| \| \| \| \| Adenocline pauciflora \| \| \| \| \| \| Adenocline violifolia \| \| \| \| |
|            | \| \| Adenocline acuta \| \| \| \| \| \| Adenocline pauciflora \| \| \| \| \| \| Adenocline violifolia \| \| \| \| |
|            | Adenocline acuta                                                                                                   |
|            | |
|            | Adenocline pauciflora                                                                                              |
|            | |
|            | Adenocline violifolia                                                                                              |
|            | |